# Dmitri Kossiakov
Dmitri Nikolàievitx Kossiakov (en rus Дмитрий Николаевич Косяков) (Vorónej, 28 de febrer de 1986) és un ciclista rus, professional des del 2008 fins al 2014.

## Palmarès
- 2008
  - Vencedor d'una etapa al Tour de l'Avenir
- 2009
  - 1r al Tour de Loir i Cher i vencedor d'una etapa
  - Vencedor d'una etapa al Circuit de les Ardenes
- 2010
  - Vencedor d'una etapa al Friendship People North-Caucasus Stage Race
- 2011
  - 1r al Memorial Oleg Diatxenko
  - Vencedor d'una etapa al Gran Premi de Sotxi
  - Vencedor d'una etapa a la Volta a Bulgària